# Stephanotis vincaeflora
Stephanotis vincaeflora là một loài thực vật có hoa trong họ La bố ma. Loài này được (Griseb.) M. Gomez miêu tả khoa học đầu tiên năm 1895.